# Asiloidea
Super-famille
Les Asiloidea sont une super-famille d'insectes diptères brachycères asilomorphes.

## Familles
Apioceridae - 
Apsilocephalidae - 
Apystomyiidae - 
Asilidae - 
Bombyliidae - 
Evocoidae - 
Hilarimorphidae - 
Mydidae - 
Mythicomyiidae - 
Scenopinidae - 
Therevidae - 
†Protapioceridae